# Mahal
Mahal is een bestuurslaag in het regentschap Lembata van de provincie Oost-Nusa Tenggara, Indonesië. Mahal telt 750 inwoners (volkstelling 2010).